# 布丽吉特·哈斯
布丽吉特·哈斯（德語：Brigitte Haas，發音：[bʁiˈɡɪtə ˈhaːs]；1964年12月27日—），是列支敦斯登律师和政治家，现任列支敦士登首相，也是该国首位女首相。
她在2025年列支敦士登大选中为爱国联盟候选人，并在大选中带领该党保持第一大党。

## 早年
她幼時於沙恩長大，在列支敦士登國家行政機關完成學徒訓練後，於蘇黎世大學攻讀法律。
她自2004至2019年間擔任列支敦士登工商會副執行董事，並自2019年8月至2025年擔任執行董事。

## 從政
在2025年列支敦士登大选中，爱国联盟提名哈斯擔任該黨首相候選人。最終該黨獲得議會多數，哈斯於2025年4月10日被任命為總理，並與列支敦士登進步公民黨組成新的聯合政府。
在此之前，哈斯在政治圈內默默無聞，但在時任總理丹尼尔·里施決定不再連任後，她接替成為黨內的候選人。